# Aynur Doğan
Aynur Doğan (ur. 1 marca 1975 w Çemişgezek) – piosenkarka folkowa pochodzenia kurdyjskiego. Swoje utwory śpiewa zarówno po turecku, jak i po kurdyjsku.

## Życiorys
Aynur Doğan rozpoczęła naukę muzyki w Szkole Muzycznej ASM w Stambule, gdzie jej nauczycielami śpiewu byli Begüm Erdem i Aşkın Metiner. W 2002 wydała swój pierwszy album zatytułowany Seyir. W 2004, we współpracy z Kalan Müzik, wydała kolejny album, Keçe Kurdan (Kurdyjska Dziewczyna), który zdobył popularność w Turcji i na świecie: angielskie czasopismo folkowe „Folk Roots” („fRoots”) umieściło album na okładce numeru z listopada 2004, a London Times umieścił zdjęcie Aynur na okładce dodatku kulturalnego zatytułowanego „Kulturalne bogactwo Turcji”.
W 2005 Aynur wystąpiła w filmie Yavuza Turgula, zatytułowanym Gönül Yarası-Heartache. Piosenkarka pojawiła się również w filmie dokumentalnym Fatiha Akına Crossing the bridge: The sound of Istambul.
W 2010 zaśpiewała podczas ceremonii otwarcia Europejskiej Stolicy Kultury w Stambule.
Podczas swojej kariery współpracowała z takimi artystami jak Metin-Kemal Kahraman, Lütfü Gültekin, Anjelika Akbar, Mikail Aslan, Mercan Dede, Cemil Koçgün, a także z zespołami Orient Expressions, Kardeş Türküler i Grup Yorum.

## Dyskografia
- Seyir (2002)
- Keça Kurdan (2004)
- Bahar (2005), wspólnie z zespołem Kardeş Türküler.
- Miraz (2005), wspólnie z Mikailem Aslanem
- Nûpel (2005).
- Güldünya Şarkıları (2008).
- Rewend (2010).